# Processo di costruzione teorica
Un processo di costruzione teorica è un procedimento che segue una serie di fasi che vanno dalla formulazione di una ipotesi fino al momento della verifica posta dal confronto con la realtà. Esso è un processo progressivo e cumulativo di enunciati molto generali determinati da una serie ripetuta di tentativi di confutazione, finalizzati a dare validità e riconoscimento ad una specifica teoria. 
Le fasi più salienti di tale processo di costruzione teorica sono: 
1. formulazione di un'ipotesi relativa: da una precedente conoscenza si formula una ipotesi relativa a un particolare fenomeno e potrà essere sia induttiva (derivata dall'osservazione empirica), sia deduttiva (di carattere puramente astratto) e sia di derivazione congiunta dalle stesse;
2. specificazione dell'ipotesi in forma non ambigua: successivamente si formula nuovamente l'ipotesi in forma non-ambigua, tale da evitare un'errata interpretazione;
3. verifica empirica dell'ipotesi: quindi, l'ipotesi viene verificata attraverso nuovi studi empirici e la verifica viene ripetuta per ogni nuovo fenomeno rilevato (nuova realtà esaminata) o per ogni insieme di dati;
4. concordanza della teoria: se l'ipotesi concorda con ogni nuova verifica essa 'può' diventare una teoria;
5. eventuali riformulazioni: se invece l'ipotesi di partenza non concorda con la verifica, essa prova invece che l'ipotesi di partenza era scorretta, oppure formulata in modo impreciso o ambiguo, e in tal caso o l'iniziale ipotesi esplicativa dovrà essere abbandonata o essa verrà riformulata in un modo più corretto.